# مامالو (شاهين دج)
مامالو هي قرية في مقاطعة شاهين دج، إيران. عدد سكان هذه القرية هو 769 في سنة 2006.